# Knut Lunde
Pour les articles homonymes, voir Lunde.
Knut Lunde, 22 février 1905 - 31 mai 1960, est un ancien spécialiste norvégien du combiné nordique.

## Résultats
- Championnats du monde de ski nordique 1930 à Oslo 
  -  Médaille de bronze